# Riksdagsvalget i Sverige 1944
Riksdagsvalget i Sverige 1944 var valget til den Sveriges Rigsdags Andra kammaren, valget blev afholdt den 17. september 1944.

## Valgresultat
| Parti                 | Parti                            | Partiledere             | Stemmer            | Stemmer | Stemmer | Mandatfordeling | Mandatfordeling |
| Parti                 | Parti                            | Partiledere             | Antal              | %       | +− %    | Antal           | +−              |
| --------------------- | -------------------------------- | ----------------------- | ------------------ | ------- | ------- | --------------- | --------------- |
|                       | Socialdemokraterna               | Per Albin Hansson       | 1 436 571          | 46,7    | −7,1    | 115             | −19             |
|                       | Högerns riksorganisation         | Gösta Bagge             | 488 921            | 15,9    | −1,1    | 39              | −3              |
|                       | Landsbygdspartiet Bondeförbundet | Axel Pehrsson-Bramstorp | 421 094            | 13,6    | +1,6    | 35              | +7              |
|                       | Folkpartiet                      | Gustaf Andersson        | 398 293            | 12,9    | +0,9    | 26              | +3              |
|                       | Sveriges kommunistiska parti     | Sven Linderot           | 318 466            | 10,3    | +6,8    | 15              | +12             |
|                       | Radikala landsföreningen         | Gillis Hammar           | 6 775              | 0,2     | —       | —               | —               |
|                       | Svenska socialistiska partiet    | Agaton Blom             | 5 279              | 0,2     | —       | —               | —               |
|                       | Svensk socialistisk samling      | Sven Olov Lindholm      | 4 204              | 0,1     | —       | —               | —               |
|                       | Sveriges nationella förbund      | Rütger Essén            | 3 819              | 0,1     | —       | —               | —               |
|                       | Vänstersocialistiska partiet     | Albin Ström             | 1 677              | 0,05    | +0,02   | —               | —               |
|                       | Øvrige partier                   | —                       | 1 205              | 0,04    | —       | —               | —               |
| Antal gyldige stemmer | Antal gyldige stemmer            | Antal gyldige stemmer   | 3 086 304          | 100,00  |         | 230             |                 |
| Ugyldige stemmer      | Ugyldige stemmer                 | Ugyldige stemmer        | 12 799             |         |         |                 |                 |
| Totalt                | Totalt                           | Totalt                  | 3 099 103 (71,9 %) |         |         |                 |                 |

Af 4.310.241 stemmeberettigede stemte 3.099.103 personer, en valgdeltagelse på 71,9 %.
For første gang var det muligt at brevstemme, antallet af brevstemmet var 59.767.
Der var stemmeret for dem som var fyldt 23 år, ikke var sat under formynderskab, eller sat i konkurs eller som dem som modtog fattighjælp.
Kilde: SCB: Riksdagsmannavalen 1941-1944